# Le jeu
Le jeu è un film franco-belga del 2018 diretto da Fred Cavayé.
Si tratta del remake del film italiano del 2016 Perfetti sconosciuti diretto da Paolo Genovese.
Nonostante sia stato regolarmente doppiato e distribuito su Netflix, il film non è disponibile nel catalogo italiano della piattaforma.